# Давлетов, Февзи Ризаевич
Февзи Ризаевич Давлетов (узб. Fevzi Davletov; 20 сентября 1972, Ташкент, УзССР, СССР) — советский и узбекистанский футболист, защитник.

## Биография
Карьеру начал в клубе «Навбахор».
В разные годы играл в клубах МХСК, «Рубин» Казань, «Автомобилист» Ногинск, «Дустлик», «Беласица», «Иртыш» Павлодар, «Жетысу», «Кызылкум», «Мегаспорт». Карьеру завершил в 2009 году в клубе «Андижан».
За сборную Узбекистана сыграл 48 игр, забил 3 гола. В 1994 году в составе сборной стал чемпионом Азиатских игр.
Карьеру тренера начал в клубе «Металлург» Бекабад, начал работать с молодёжным составом.

## Достижения
- Чемпион Азиатских игр: 1994
- Чемпион Узбекистана (3): 1997, 1999, 2000
- Серебряный призёр чемпионата Узбекистана: 1995
- Бронзовый призёр чемпионата Узбекистана (2): 1993, 1996
- Обладатель Кубка Узбекистана (2): 1992, 1999/2000
- Чемпион Казахстана (2): 2002, 2003 Серебренный призёр чемпионата Казахстана 2004

## Государственные награды
- Медаль «Шухрат»[2]